# باتاپارا
باتاپارا (به انگلیسی: Bhatapara) یک منطقهٔ مسکونی در هند است که در بخش رایپور واقع شده‌است. باتاپارا ۵۷٬۵۳۷ نفر جمعیت دارد و ۲۶۱ متر بالاتر از سطح دریا واقع شده‌است.